# زبان‌های اسلاوی
زبان‌های اسلاوی یا زبان‌های اسلاونیک یکی از شاخه‌های خانواده بزرگ زبان‌های هندواروپایی هستند.
خویشاوندی زبان‌های اسلاوی با زبان‌های بالتیک تقریباً نزدیک است؛ به همین دلیل، برخی زبانشناسان این دو گروه را در یک زیرمجموعه قرار داده و آن را بالتواسلاوی می‌نامند.
هم‌اینک بیش از ۲۵۰ میلیون نفر در اروپای مرکزی، شمال آسیا، و بیشتر بخش‌های شبه جزیره بالکان، به یکی از زبان‌های اسلاوی سخن می‌گویند. این گروه به زیرگروه‌های اسلاوی شرقی، اسلاوی جنوبی و اسلاوی غربی تقسیم می‌شود.

## تقسیمات
اسلاوی شرقی
- بلاروسی
- روسی
- اوکراینی
- روسینی

اسلاوی غربی
- چک-اسلواکی
  - چکی
  - اسلواکی

- لخی
  - لهستانی
  - سیلزیایی
  - پومرانی
  - کاشوبی

- سوربی
  - سوربی بالایی
  - سوربی پایینی

اسلاوی جنوبی
- شرقی
  - بلغاری
  - مقدونی
  - اسلاوی کلیسایی

- غربی
  - صربی‌کرواتی
    - صربی
    - کرواتی
    - بوسنیایی
    - مونته‌نگروئی
    - کرواتی بورگن‌لاندی

  - اسلونیایی

## مقایسه واژگان
در زیر نمونه‌های کوچکی از همبستگی‌ها در واژگان اساسی در کل خانواده زبان‌های اسلاوی وجود دارد. این فهرست ترجمه دقیق واژگان نیست و فقط منشأ مشترک ریشه واژه را نشان می‌دهد که ممکن است معنای آن تغییر کرده یا وام‌واژه‌ای جایگزین آن شده باشد.
| نیااسلاوی      | روسی                                                                | اوکراینی        | بلاروسی          | لهستانی | چکی    | اسلواکی | اسلونیایی | صربی‌کرواتی              | بلغاری          | مقدونی                |
| -------------- | ------------------------------------------------------------------- | --------------- | ---------------- | ------- | ------ | ------- | --------- | ----------------------- | --------------- | --------------------- |
| *uxo (گوش)     | ухо (úkho)                                                          | вухо (vúkho)    | вуха (vúkha)     | ucho    | ucho   | ucho    | uho       | уво / uvo; uho          | ухо (ukhó)      | уво (úvo)             |
| *ognь (آتش)    | огонь (ogónʹ)                                                       | вогонь (vohónʹ) | агонь (ahónʹ)    | ogień   | oheň   | oheň    | ogenj     | огањ / oganj            | огън (ógǎn)     | оган/огин (ógan/ógin) |
| *ryba (ماهی)   | рыба (rýba)                                                         | риба (rýba)     | рыба (rýba)      | ryba    | ryba   | ryba    | riba      | риба / riba             | риба (ríba)     | риба (ríba)           |
| *gnězdo (لانه) | гнездо (gnezdó)                                                     | гнiздо (hnizdó) | гняздо (hnyazdó) | gniazdo | hnízdo | hniezdo | gnezdo    | гн(иј)ездо / gn(ij)ezdo | гнездо (gnezdó) | гнездо (gnézdo)       |
| *oko (چشم)     | око (óko) (dated, poetic or in set expressions) modern: глаз (glaz) | око (óko)       | вока (vóka)      | oko     | oko    | oko     | oko       | око / oko               | око (óko)       | око (óko)             |
| *golva (سر)    | голова (golová) глава (glavá) "chapter or chief, leader, head"      | голова (holová) | галава (halavá)  | głowa   | hlava  | hlava   | glava     | глава / glava           | глава (glavá)   | глава (gláva)         |
| *rǫka (دست)    | рука (ruká)                                                         | рука (ruká)     | рука (ruká)      | ręka    | ruka   | ruka    | roka      | рука / ruka             | ръка (rǎká)     | рака (ráka)           |
| *noktь (شب)    | ночь (nočʹ)                                                         | ніч (nič)       | ноч (noč)        | noc     | noc    | noc     | noč       | ноћ / noć               | нощ (nosht)     | ноќ (noḱ)             |